# 加計呂麻バス

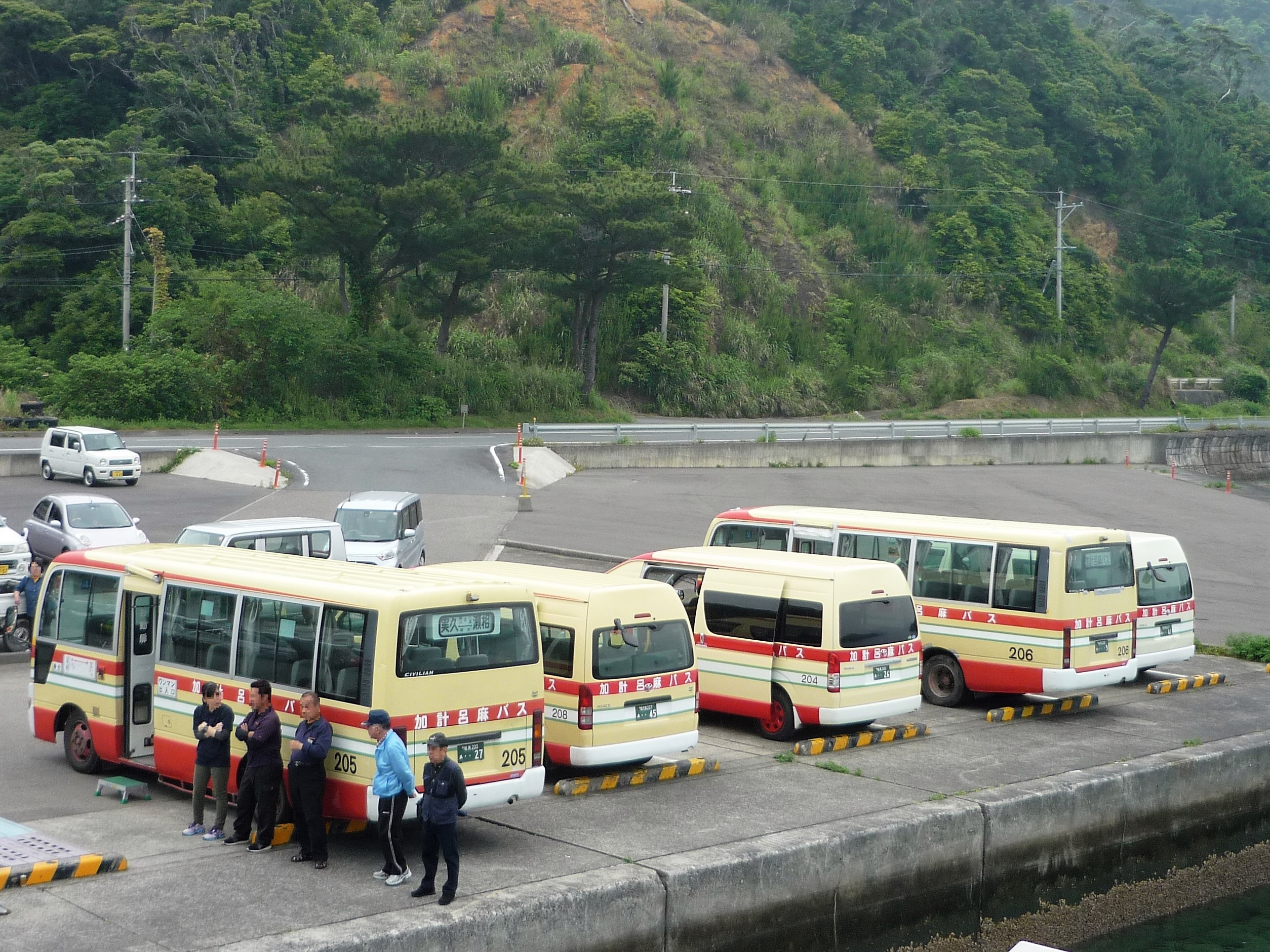
フェリー入港に合わせ瀬相港岸壁に並ぶバス

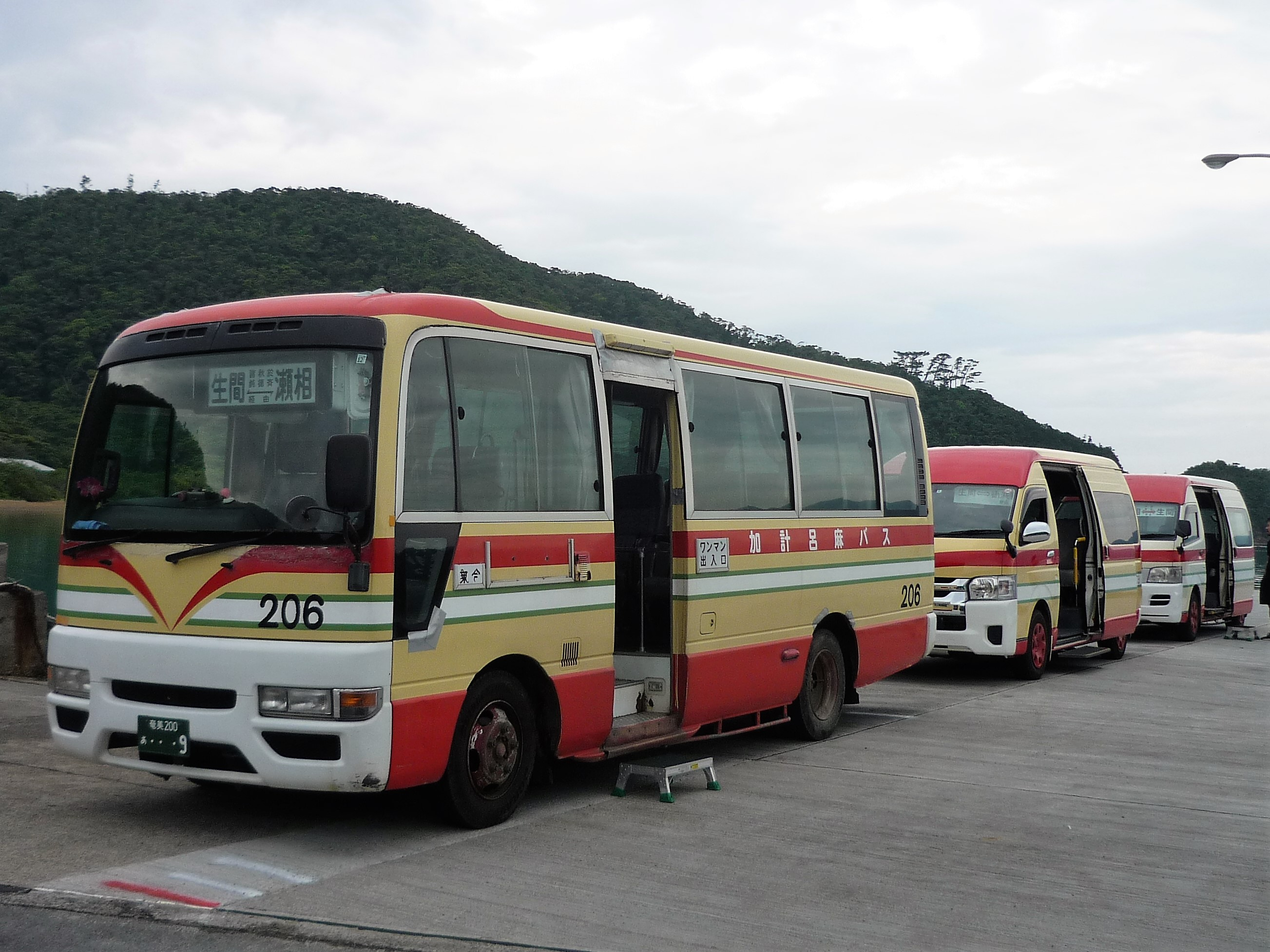
フェリー入港に合わせ生間港岸壁に並ぶバス

加計呂麻バス有限会社（かけろまバス）は、鹿児島県の奄美群島の島のひとつ、加計呂麻島内で営業しているバス事業者である。路線バスおよび貸切バスを営業する。
本社は鹿児島県大島郡瀬戸内町瀬相743番地1に所在する。

## 概要
加計呂麻島は、奄美大島の南に大島海峡を挟んで存在する離島であり、行政的には奄美大島南部と同じ瀬戸内町に属している。瀬戸内町の中心地にある古仁屋港から町営フェリー「かけろま」が瀬相（せそう）、生間（いけんま）の2つの港に就航しており、加計呂麻バスはこのフェリーと接続して島内各地の集落を結ぶ路線バスを営業している。このため、フェリーの入港時には岸壁にバスが並ぶシーンが見られる。
島内には新聞販売店や宅配業者がないため、バスを利用してこれらに代わるサービスを行っている。

## 沿革
- 1980年8月 - 林バス産業加計呂麻営業所として設立。現会長の林範孝[1]が加計呂麻営業所長兼運転士として赴任。
- 1983年9月 - 林バス産業倒産後、同社加計呂麻営業所の事業を譲受し加計呂麻バス有限会社設立。廃止路線代替バスとして運行開始。
- 1995年10月 - フェリーかけろまの生間港就航に伴い、自主ルート運行をスタートする。(押角線・徳浜線)
- 2002年7月 - 本社を名瀬市（現・奄美市）から瀬戸内町（加計呂麻島）へ移転。
- 2022年10月 - 公式Twitterアカウントを開設。

## 路線
- 瀬相－実久線（瀬相－実久。上下各4便）
- 瀬相－阿多地線（瀬相－阿多地。上下各4便）
- 瀬相－西阿室線（瀬相－西阿室。上下各4便）
- 瀬相－佐知克線（瀬相－佐知克。上下各1便）
- 瀬相－生間線（押角経由）（瀬相－押角－生間。上下各4便、内1便は押角－瀬相間のみ）
- 瀬相－生間線（秋徳経由）（瀬相－秋徳－生間。上下各4便、内各1便は瀬相－秋徳間のみ）
- 生間－徳浜線（生間－安脚場－徳浜。上下各3便）[2]

## 車両
日産自動車、トヨタ自動車、日野自動車製のマイクロバスおよびワゴン車が使用されている。低床仕様でないため、年配者などが乗降しやすいように踏み台を用意している。貸切観光専用車はないので島内観光も上述のバスを使用する。